# V6 ESL-motor

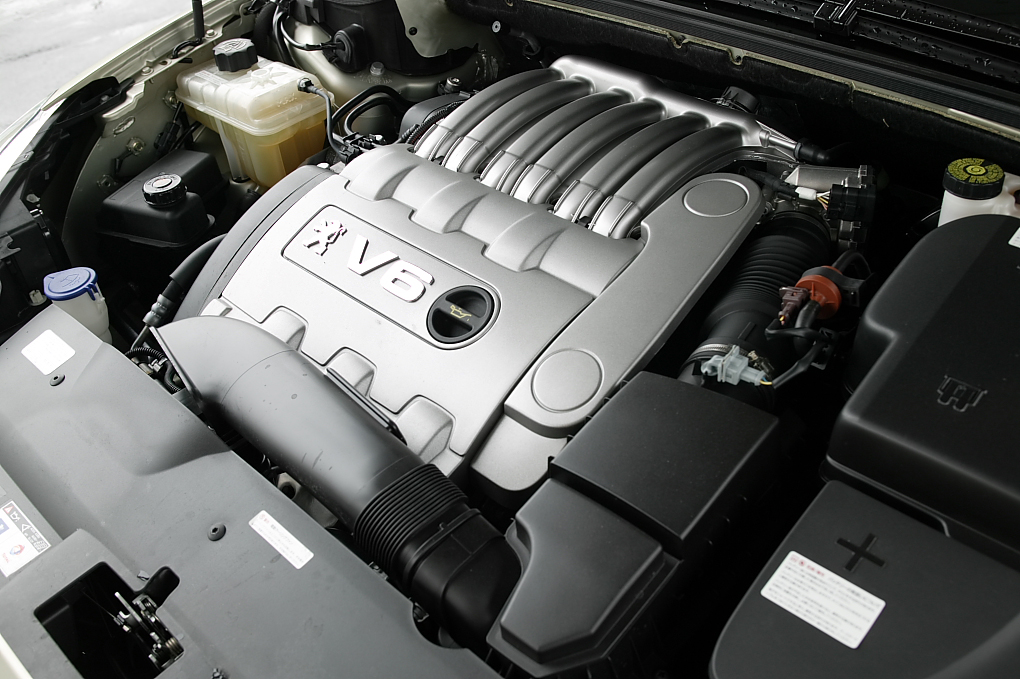
V6 ESL-motor in een Peugot 407

De V6 ESL-motor (ook ES/L) is een V6-benzinemotor, toegepast in auto's. Hij is ontwikkeld door Renault en PSA, als vervanger van de V6 PRV-motor. De motoren worden door Peugeot, Citroën en Renault toegepast vanaf 1997 tot heden. De eerste auto met deze motor was de Peugeot 406 Coupé.
In tegenstelling tot de V6 PRV, heeft de ES/L een traditionele 60° V-blokhoek. De motor is compleet opgebouwd uit aluminium, en alleen beschikbaar met 24 kleppen en 4 bovenliggende nokkenassen. Het blok heeft zowel bij PSA Peugeot Citroën (ES9) en Renault (L7X) een slagvolume van 2946 cc, iets minder dan de 3.0 L-variant van de PRV. De boring is 87 mm en de slag 82,6 mm. Een 3.3 L-versie was gepland, maar zal waarschijnlijk niet worden gebouwd aangezien er minder vraag is naar V6-benzinemotoren en Renault de 3,5L V6-motor van Nissan gaat gebruiken sinds hun alliantie met de Japanse automaker.
Initieel leverde de ES9/L slechts 194 pk (143 kW). In 2000 heeft Porsche de Peugeot/Citroën-versie van de motor opnieuw afgesteld voor de introductie van de Peugeot 607 en Citroën C5. Deze versie, genaamd ES9J4S, levert 207 pk (152 kW). In 2005 introduceerde PSA variable kleptiming wat zorgde voor een verbeterd verbruik en een kleine vermogenstoename naar 211 pk (155 kW). Deze versie wordt niet gebruikt door Renault aangezien zij zich focussen op de door Nissan ontwikkelde 3.5 V6.
In 2000 werd een competitieversie gebouwd door Tom Walkinshaw Racing voor in de Renault Clio V6. Het maximumvermogen lag op 280 pk (206 kW) in raceversie of met een gedowntunede versie van 230 pk (169 kW) voor de straatversie. Het vermogen van de straatversie werd verhoogd naar 254 pk (187 kW) door Renault Sport in 2004.
De ES/L V6 is gebruikt in diverse auto's van Citroën, Peugeot en Renault in de zakelijke en luxe segmenten, namelijk de Citroën Xantia, Citroën C5 en C6; de Peugeot 406, 407, 605 en 607; en de Renault Laguna (Type 1 en Type 2), Espace (Type 3), Avantime, Safrane (Laatste 2 productiejaren) en de Clio V6. In tegenstelling tot de PRV is de motor zelden gebruikt in de autosport. De Renault Clio V6 Cup is een uitzondering.
Het Franse bedrijf Sodemo levert wel twee modellen voor autosport. De V6C32 waarbij de inhoud is vergroot naar 3,2 liter en door montage van twee turbo's een vermogen van 600pk gehaald wordt en versie zonder turbo's met een vermogen van 300pk.
Nu Renault steeds meer gebruikmaakt van de Nissan VQ-motor 3,5L V6 is PSA de enige gebruiker van de ES.
Volgens geruchten zou Peugeot een nieuwe 3,5 liter-motor op basis van de ES ontwikkelen voor gebruik in de lang verwachte Peugeot 608. Dit zou een motor met een inhoud van minder dan 4 liter kunnen worden.
| Type           | Vermogen        | Notities               | Modellen                                                                    |
| -------------- | --------------- | ---------------------- | --------------------------------------------------------------------------- |
| ES9 J4 / L7X   | 194 pk (142 kW) | 24-klepper-katalysator | Peugeot 406, 605, Citroën Xantia, XM, Renault Clio, Laguna, Safrane, Espace |
| ES9 J4 S       | 204 pk (150 kW) | 24-klepper-katalysator | Peugeot 807, Citroën C8                                                     |
| ES9 J4 S / L7X | 207 pk (152 kW) | 24-klepper-katalysator | Peugeot 406, 607, Citroën C5, Renault Laguna, Avantime                      |
| ES9 /A         | 211 pk (155 kW) | 24-klepper-katalysator | Peugeot 407, 607, Citroën C5, C6                                            |